# Aulolaimus oxycephalus
Aulolaimus oxycephalus is een rondwormensoort uit de familie van de Aulolaimidae. De wetenschappelijke naam van de soort is voor het eerst geldig gepubliceerd in 1881 door de Man.